# داي وارد
داي وارد (بالإنجليزية: Dai Ward)‏ (13 يوليو 1934 في المملكة المتحدة - 16 يناير 1996 بكامبريج في المملكة المتحدة) هو لاعب كرة قدم بريطاني في مركز الهجوم. شارك مع منتخب ويلز لكرة القدم. أما مع النوادي، فقد لعب مع كارديف سيتي وكامبريدج يونايتد ونادي باري تاون يونايتد ونادي بريستول روفيرز ونادي برينتفورد ونادي واتفورد ونادي ووستر سيتي ونادي باث سيتي.